# Susanne Jung (Künstlerin)
Susanne Jung (* 1964 in Prien/Chiemsee) ist eine deutsche Künstlerin.

## Leben und Werk
Zwischen 1983 und 1986 absolvierte Susanne Jung eine Ausbildung zur Keramikerin. Später, in den Jahren 1994 bis 1999 widmete sie sich dem Studium der Bildenden Kunst an der Hochschule der Künste in Berlin. Sie wurde unter anderem von Kuno Gonschior und Frank Badur unterrichtet. 1998 erhielt sie ein NICA-Stipendium für das Hunter College in New York City. Susanne Jung ist Meisterschülerin bei Frank Badur, Sie erhielt den Preis des Präsidenten für Meisterschüler der Universität der Künste Berlin.
Sie erhielt ein Stipendium der Stiftung des Kulturfonds Berlin im Jahr 2001. 2014 absolvierte sie eine Residency in Mianyang in China. In den Jahren 2016 und 2017 wurde sie vom Senat von Berlin (Internationaler Kulturaustausch) und der Stiftung Kunstfonds Bonn (Katalogförderung) gefördert.

## Ausstellungen / Projekte (Auswahl)
- 2001: Galerie Michael Schultz, Berlin
- 2001: Künstlerhaus Lukas
- 2002: Werkstatt Junge Akademie, Akademie der Künste Berlin
- 2002: Try 8, Galerie Parterre, Berlin
- 2004: Intercity-Prag-Berlin, Manes, Prag[1]
- 2005: Intercity-Prag-Berlin, Haus am Waldsee, Berlin[1]
- 2006: Presentational Painting III, Times Square Gallery, New York[1]
- 2006: Guardini Galerie, Berlin (mit Rebecca Michaelis)
- 2008: Verein für aktuelle Kunst, Oberhausen
- 2008: Goethe-Institut, San Francisco
- 2008: Farbsalon, Galerie Weißer Elefant, Berlin (Solo)
- 2009: Color Exchange – 4 Positionen zeitgenössischer Malerei, Galerie Parterre, Berlin
- 2009: Color Exchange, Metaphor Gallery, New York
- 2009: Kunst Stücke, Galerie Feuerstein, Österreich
- 2009: pp Projects, Hamburg (mit Rolf Rose und Don Voisine)
- 2009: Farbe konkret, Galerie Nord, Berlin
- 2010: Galerie Feuerstein (Solo, mit Claudia Desgranges)
- 2010: Berliner Auswahl, Galerie Nihilnisi, Berlin
- 2010: Papier, Galerie Feuerstein, Österreich
- 2010: pp projects, Hamburg
- 2011: colour and paint, Kunsthaus Potsdam
- 2011: AAA international, Galerie OGBO & Dt. Künstlerbund, Berlin
- 2013: Viktor, Galerie Zweigstelle, Berlin
- 2013: Gegenwart, Galerie Gilla Löscher & Galerie Pietrovic, Frankfurt
- 2014: Schwarze Sauberei, Galerie Tête, Berlin
- 2014: Germany + China, 126 Park Gallery, Mianyang
- 2014: Occurence of color, Galerie Gilla Lörcher, Berlin (Solo)
- 2015: Positions (Art Fair), Solopräsentation mit der Galerie Lörcher
- 2015: Intro, Galerie Gilla Lörcher, Berlin
- 2016: De Lirio Vol. 1, Galerie Braubach 5, Frankfurt
- 2016: Cave Paintings, Museum for Contemporary Art, Urumqi, China (Solo)
- 2017: Über die Gleichheit der Dinge (About the Equality of Things), Galerie Gilla Löscher, Berlin (Solo)
- 2017: Heimat, Deutscher Künstlerbund, Berlin
- 2017: his Story stories, Projektraum Bethanien, Berlin
- 2017: Kunstschorle, Projektraum Ventilator, Berlin